# Шарипово (Татарстан)
Шарипово (тат. Шәрип) — деревня в Актанышском районе Республики Татарстан, в составе Уразаевского сельского поселения.

## География
Вдоль села проходит автомобильная дорога регионального значения 16К-0157 «Актаныш - Поисево».   

## История
В «Списке населенных мест по сведениям 1870 года», изданном в 1877 году, населённый пункт упомянут как деревня Шарыпова 1-го стана Мензелинского уезда Уфимской губернии. Располагалась при озере Шарыпове, по левую сторону почтового тракта из Мензелинска в Бирск, в 58 верстах от уездного города Мензелинска и в 29 верстах от становой квартиры в деревне Поисева. В деревне, в 70 дворах жили 433 человека (222 мужчины и 211 женщин, тептяри), были мечеть, волостное правление, училище, 5 ветряных мельниц. Жители занимались земледелием, скотоводством, пчеловодством.

## Население
| 1795 | 1834 | 1859 | 1870 | 1884 | 1897 | 1906 | 1913 | 1920 | 1926 | 1938 | 1949 | 1958 | 1970 | 1979 | 1989 | 2002 | 2010 | 2015 |
| ---- | ---- | ---- | ---- | ---- | ---- | ---- | ---- | ---- | ---- | ---- | ---- | ---- | ---- | ---- | ---- | ---- | ---- | ---- |
| 90   | 217  | 395  | 433  | 494  | 521  | 602  | 500  | 383  | 410  | 458  | 388  | 403  | 399  | 340  | 244  | 213  | 205  | 192  |

Национальный состав села: татары.